# Fiona Twycross
Fiona Ruth Twycross, baronne Twycross, née le 29 mai 1969, est une femme politique britannique, membre du Parti travailliste (Labour). 

## Jeunesse
Elle est née dans le sud de Londres avant de déménager à Oxford. Elle étudie à la Cheney School d'Oxford avant d'étudier les études scandinaves à l'Université d'Édimbourg et est titulaire d'un doctorat en littérature scandinave contemporaine. Elle étudie ensuite les politiques publiques et la gestion à Birkbeck, Université de Londres.

## Carrière
Avant son élection en tant que membre de l'Assemblée de Londres, Twycross travaille pour Diabetes UK, en tant que responsable de la gouvernance, après avoir travaillé en tant que responsable des campagnes et du développement des bénévoles de l'association. Elle travaille également pour le Parti travailliste en tant que directrice régionale dans le Yorkshire, le Humber et le Nord-Est, et est directrice de campagne pour l'élection partielle de Sedgefield au cours de laquelle le député Phil Wilson remplace Tony Blair après sa démission du parlement.
Twycross est classée troisième sur la liste de l'Assemblée du parti travailliste pour l'élection de l'Assemblée de Londres en 2012 et est élue membre de l'Assemblée de Londres en mai 2012. Elle est réélue membre de Londonwide en 2016. Twycross siège au comité de l'éducation et au comité de l'économie. Twycross est membre de la London Fire and Emergency Planning Authority (LFEPA) de 2012 jusqu'à son abolition en 2018. Elle est cheffe du groupe travailliste au sein de l'Autorité à partir de juillet 2013 et présidente de 2016 jusqu'à l'abolition de la LFEPA en 2018 et sa nomination au poste d'adjointe de Sadiq Khan pour le feu et la résilience.
En février 2019, Twycross annonce qu'elle ne se représente pas lors de l'élection de l'Assemblée de Londres en 2020 afin de se concentrer sur son rôle d'adjointe au maire. À la suite de la prolongation du mandat de l'Assemblée jusqu'en 2021 en raison de la Pandémie de Covid-19, Twycross quitte son poste de membre de l'Assemblée et est remplacée par le membre suivant sur la liste londonienne 2016 du Labour, Murad Qureshi.
En plus du Parti travailliste, Twycross est également membre du Parti coopératif, de la Fabian Society et de la Socialist Health Association.
Le 14 octobre 2022, dans le cadre des distinctions spéciales 2022, Twycross reçoit une pairie à vie. Le 7 novembre 2022, elle est créée baronne Twycross, de Headington dans la ville d'Oxford.

## Campagnes et activités
Twycross a mené un certain nombre de campagnes depuis son élection à l'Assemblée, notamment une enquête de l'Assemblée de Londres sur l'augmentation de la pauvreté alimentaire à Londres qui appelle à ce que Londres soit une ville à faim zéro. Boris Johnson adopte ensuite l'objectif dans le cadre de sa vision 2020 faisant de Londres l'une des deux seules villes au monde à s'inscrire au Zero Hunger Challenge de l'ONU.
Twycross mène la campagne Labour 999SOS, luttant contre les coupes dans les services d'urgence depuis son lancement en octobre 2012. Dans son ancien poste de porte-parole de l'économie du London Assembly Labour Group, Twycross critique l'ancien maire de Londres Boris Johnson sur les bas salaires et la pauvreté à Londres et sur l'utilisation de contrats zéro heure à l'hôtel de ville.
En septembre 2013, Twycross cofonde la campagne syndicale pour des repas scolaires gratuits universels avec le syndicat GMB et Richard Watts, chef du conseil d'Islington.
En novembre 2018, Londres rejoint le projet 100 Resilient Cities et Twycross est nommée au poste de directeur de la résilience de l'hôtel de ville par Sadiq Khan.